# Kádžárovci
Kádžárovci (persky دودمان قاجار‎, Dūdmân-e Qādžār) byli v letech 1794–1925 předposlední perskou vládnoucí dynastií. Kádžárovská dynastie byla turkického původu a pocházela z kmene Kadžarů, po nichž byla pojmenována. Za zakladatele rodu je všeobečně považován první kádžárovský šáh Agá Muhammad Chán. Kadžarové původně sídlili ve střední Asii, později se usadili v na severu Íránské vysočiny.
Po sesazení perské dynastie Safíovců v roce 1722 se rozhořel boj mezi Kádžárovci a Afšárovci o moc v němž zvítězili Afšárovci a jejich vůdce Nádir Šáh (největší dobyvatel té doby) byl roku 1736 korunován šáhem. Po jeho smrti se ale jím obnovená perská říše opět rozpadala.
V jižním a centrálním Íránu tak navíc vládly od roku 1750 vládci z rodu Zandovců. Dne 14. května 1796 byl kádžárovský náčelník Agá Muhammad Chán, který již v roce 1794 porazil posledního zandského vládce Lotfa Alího Chána, prohlášen novým perským šáhem a poslední Afšárovec Šáhruch, byl v Mašhadu brutálně umučen k smrti. Snahy Kádžárovců obnovit slávu Persie, které započal Ágá Muhammad Chán, ale narazily na ruskou a britskou expanzi. Kádžárovské panovníky čekaly porážky v rusko-perských válkách, které vedly k územním ztrátám a zvyšující se hospodářské závislosti na Británii. Dynastie byla století od nástupu k moci oslabována vnitřními konflikty (bábitské povstání, perská konstituční revoluce 1905–1911). V důsledku britsko-ruské dohody z roku 1907 byla už bezmocná Persie rozdělena na sféry vlivu.
Posledním kádžárovským šáhem byl v letech 1909–1925 Ahmad Šáh, kterého sesadil ambiciózní kozácký velitel Rezá Šáh Pahlaví, který se poté sám stal šáhem a založil vlastní dynastii Pahlaví. Celkem se tedy na perském trůnu vystřídalo 7 panovníků z rodu Kádžárovců. Předposlední Kádžárovec na perském trůnu, otec Ahmada Šáha Muhammad Alí Šáh, vládl pouze 2 roky.
Hlavou rodu byl od roku 1988 až do své smrti v roce 2011, princ Alí Mírzá Kádžár, který byl synovcem posledního šáha Ahmada Šáha. Současnou hlavou rodu je Mohammad Ali Mirza Kádžár. Zároveň od roku 1988 je post kádžárovského uchazeče o perský resp. íránský trůn oddělen od postu hlavy rodu, takže kádžárovským uchazečem trůnu je princ Muhammad Hassan Mírzá II.

## Seznam perských kádžárovských šáhů
- Agá Muhammad Chán – (1794–1797)
- Fát Alí Šáh – (1797–1834)
- Muhammad Šáh Kádžár – (1834–1848)
- Násir ad-Dín Šáh – (1848–1896)
- Muzaffaruddín Šáh – (1896–1907)
- Muhammad Alí Šáh – (1907–1909)
- Ahmad Šáh Kádžár – (1909–1925)

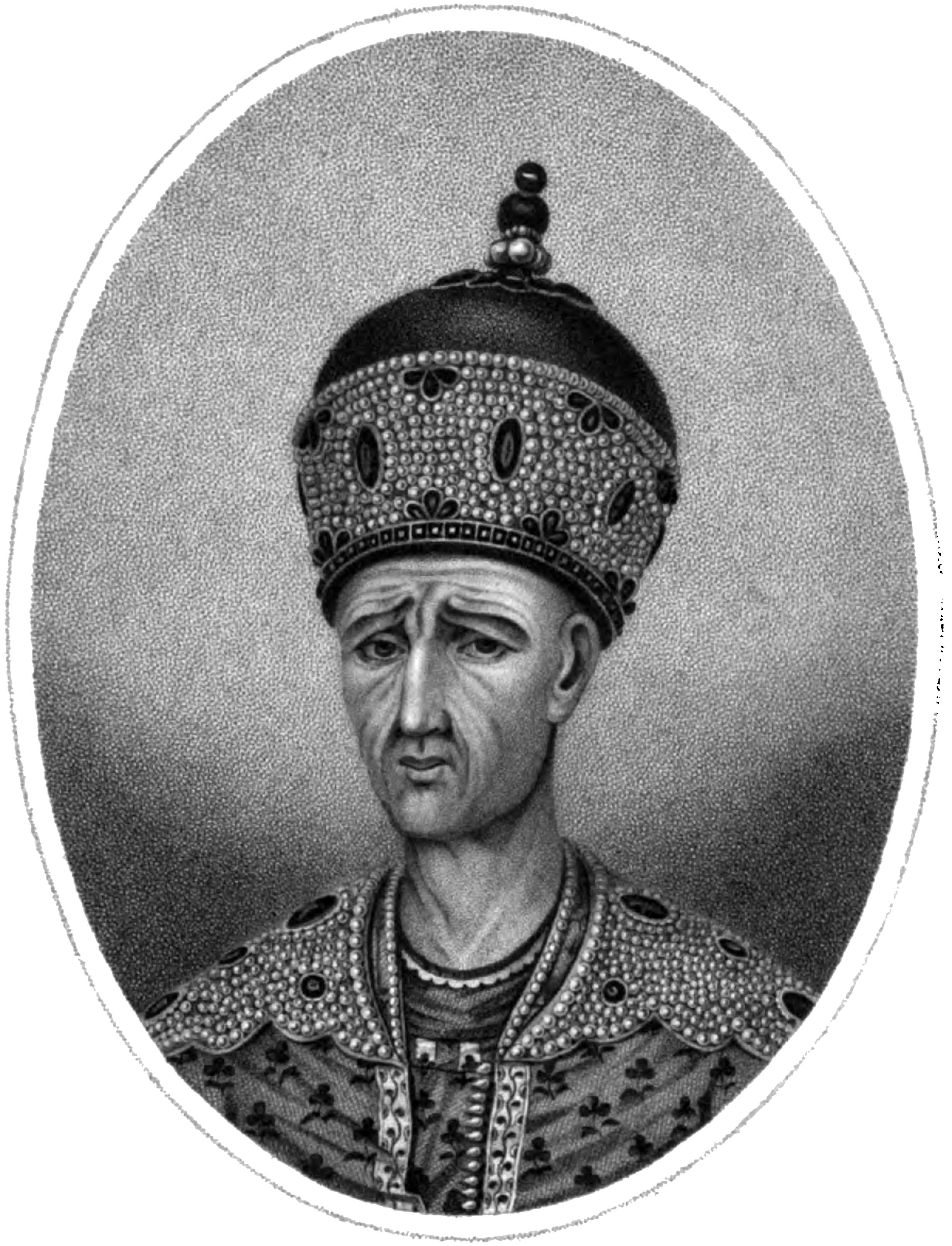
Agá Muhammad
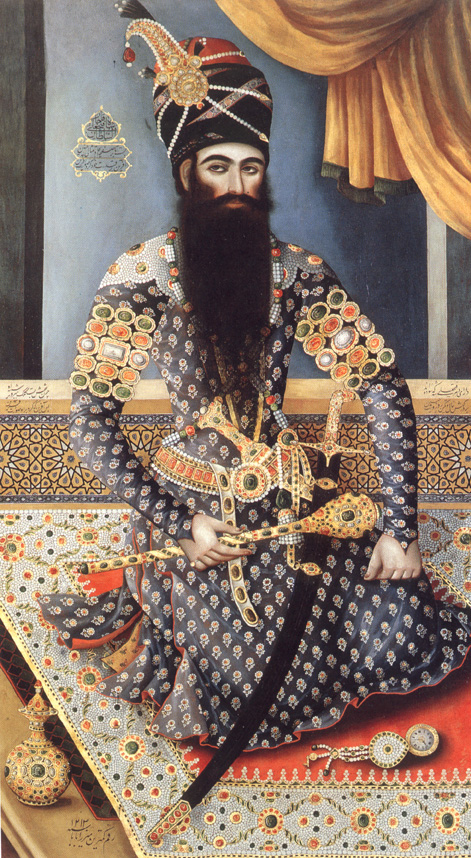
Fát Alí Šáh
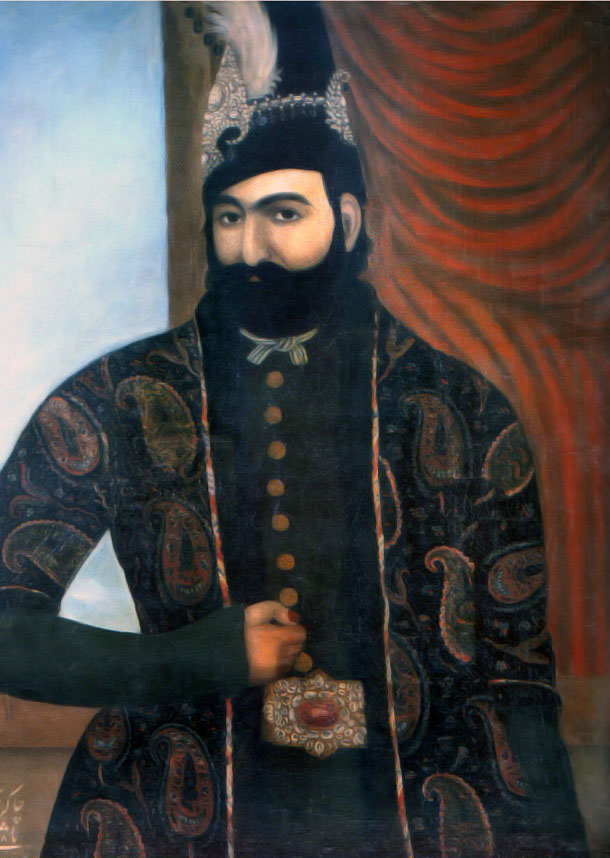
Muhammad Šáh
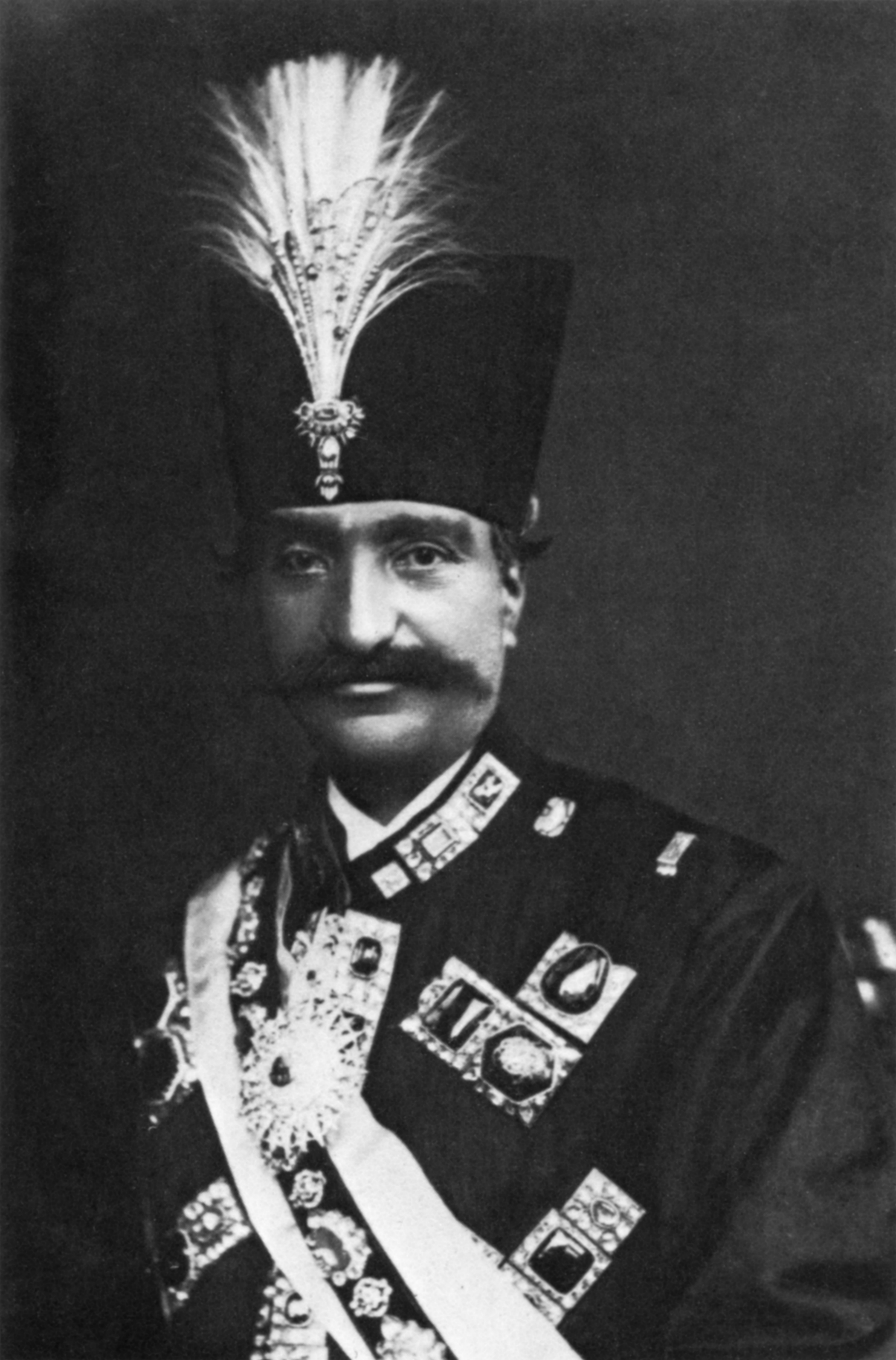
Násir ad-Dín Šáh
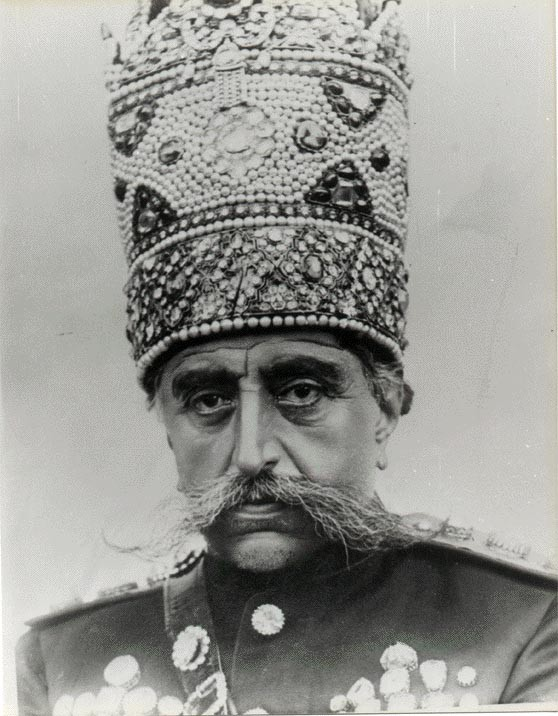
Muzaffaruddín Šáh
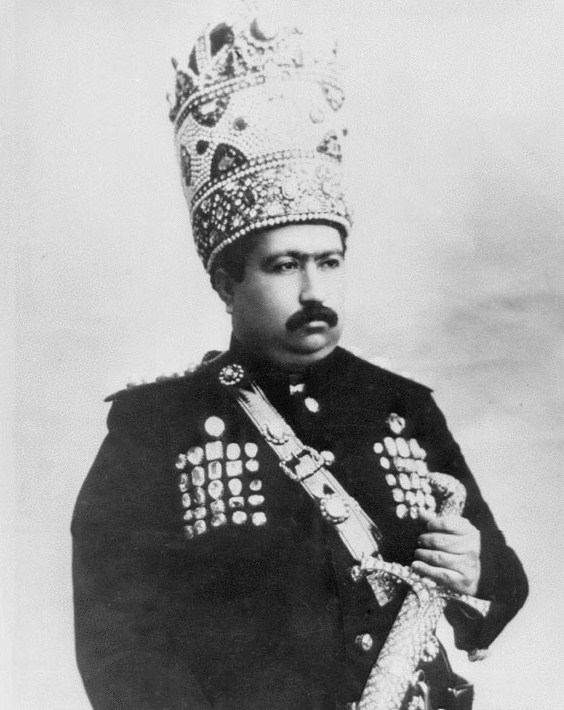
Muhammad Alí Šáh
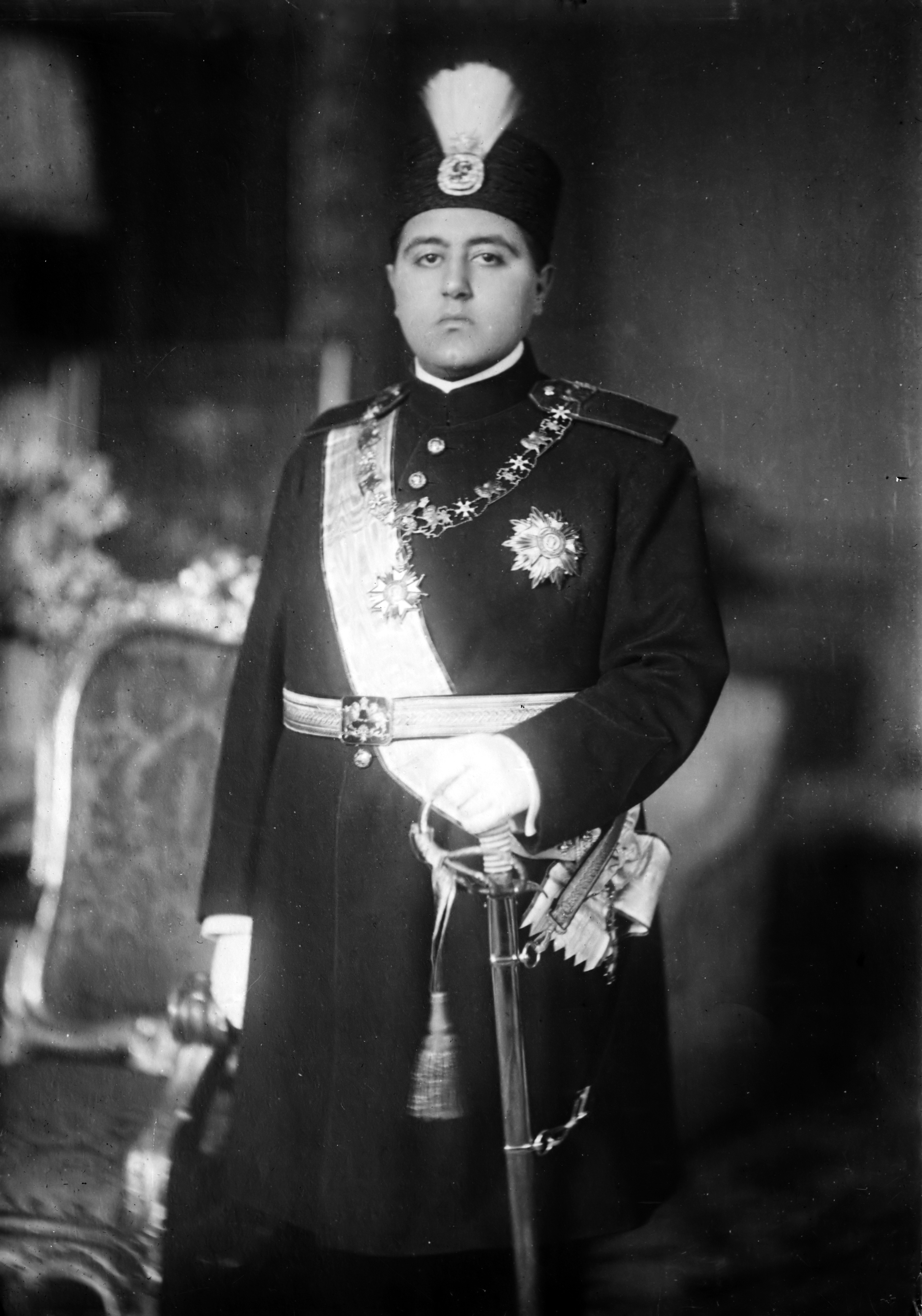
Ahmad Šáh